# Gümőkór

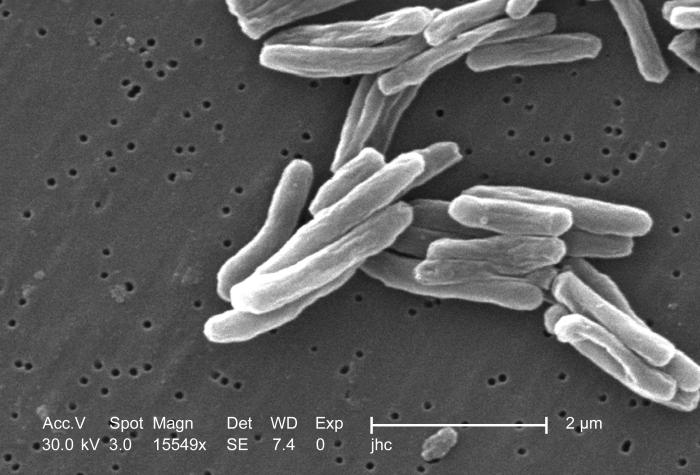
Mycobacterium tuberculosis

A gümőkór vagy tuberkulózis (tbc) (latinul: tuberculosis) olyan fertőző betegség, melyet a Mycobacterium tuberculosis baktérium okoz, és amely leggyakrabban a tüdőt károsítja (pulmonáris tbc), de megtámadhatja a központi idegrendszert, agyhártyagyulladást (meningitis tuberculosa) okozva, illetve a nyirokrendszert és a vérkeringést is, amelyek a fő terjedési útvonalai (pl. a miliaris tbc esetében). Szintén érintettek lehetnek az ivarszervek, a húgyutak, a csontok, az ízületek, és még a bőr felülete is, azaz gyakorlatilag majdnem minden szerv és szervrendszer. A pulmonáris (tüdőt támadó) tbc-s beteg tüdejében gümők keletkeznek. A gümő a latin tuberculum fordítása, innen jön a gümőkór név. A gümők megakadályozzák a normális tüdőfunkciót, emellett bizonyos káros (toxicus) anyagokkal árasztják el a szervezetet. (Többek között ez okozza az idült tbc-sekre jellemző „leromlási” [cachexia] tüneteket.)
A Mycobacterium tuberculosis nem az egyetlen mycobaktériumfajta, amely gümőkórt eredményez. Egy jelentés szerint a Mycobacterium bovis, a Mycobacterium africanum, a Mycobacterium canetti és a Mycobacterium microti ugyancsak okozhat tuberkulózist, de az ezekkel való megfertőződés ritkábban vezet megbetegedésekhez. A szarvasmarha-tbc pl. emésztőrendszeri fertőzésben nyilvánul meg, mert ez az elsődleges behatolási kapuja.
A tuberkulózis a történelem során az egyik legtöbb halálesetet okozó betegség volt. 1901-ben Magyarországon a halálesetek 25%-át okozta a tbc, amit magyar népbetegségnek (Morbus hungaricus) tartottak, és amiért a tömegek nyomorából és szegénységéből eredő egészségtelen életmód volt a felelős (100 ezer lakosból a szegények körében 500 fő, de a fertőződés miatt a jómódúak körében is 200 fő volt tbc-s). Ma már gyógyítható, de még mindig több mint kétmilliárd ember fertőzött a kórokozóval.
Összefüggésben áll a helytelen táplálkozással és a rossz életkörülményekkel, ezért teljes joggal a nyomor betegségének nevezik. A betegség megjelenését a fejlettebb országokban is az immunrendszer csökkent védekezőképessége segíti elő, mint például az AIDS jelenléte, az immunszupresszív (az immunrendszer működését akadályozó) gyógyszerek alkalmazása, valamint a kábítószer-használat és a dohányzás (passzív formájában is!). Bár a baktériummal fertőzöttek kb. 90%-a tünetmentes, így látens tbc-fertőzöttséggel él (LTBI), a betegség az esetek kb. 10%-ában teljesen kifejlődik, fertőzővé válik, és kezelés nélkül ezeknek több mint a fele halálhoz vezet.
A WHO (Egészségügyi Világszervezet) 2008-as adatgyűjteménye szerint a tuberkulózis sok helyen a megbetegedés és a halál igen fontos okozója, különösen Afrikában és Ázsiában. 2006-ban 9,2 millió új esetet és 1,9 millió halálesetet jeleztek világszerte (ezek között 700 000 megbetegedés és 200 000 haláleset HIV-vel fertőzött egyéneké volt). A számok, Európától eltekintve, nem tartottak lépést a lakosság növekedésével, és ahhoz viszonyítva 2003-tól kezdve hanyatlóban voltak, de az európai és afrikai késedelmek gátolták az ezredfordulón 2015-re kitűzött cél (development goal) elérését: hogy a fertőzés terjedését az egész világon megállítsák.

## A tuberkulózis tünetei
A teljesen kifejlődött, aktív, fertőző gümőkóros esetek háromnegyed része kizárólag pulmonáris, vagyis csak a tüdőket érinti. Ennek a szimptómái közé sorolható a mell-, ill. hátfájás, a vér felköhögése és a három hétnél további köhögési roham, valamint a láz, a borzongás, az izzadás (különösen alvás közben), az étvágytalanság, a fogyás, a sápadtság és a gyakori fáradtság.
Az esetek megmaradt negyedrészénél, ami gyakran immunszuppresszív hatás alatt levő (pl. HIV-ben szenvedő) betegekkel és igen fiatal gyerekekkel kapcsolatos, a fertőzés más testrészekre is kiterjed, úgymint a mellhártyára, a központi idegrendszerre (lásd agyhártyagyulladás, meningitisz), a nyirokrendszerre (például a scrofula, azaz görvélykór, ami a nyak nyirokcsomóit támadja meg), a vesékre, a vékonybélre, a csontokra, az ízületekre. A két utóbbira való hatások egyike a Potts-kór, ami a hátgerincet támadja meg. A vérkeringés útján a fertőzés az egész szervezetben szétszóródhat (pl. a miliaris tbc esetében).

## A mycobacterium fajtái
A tuberkulózist okozó Mycobacterium tuberculosis baktérium, rövidítve MTB egy lassan szaporodó aerob baktérium, ami 16-20 óránként osztódik. Ez más baktériumokhoz képest lassúnak számít (azok osztódási ideje többnyire percekben mérhető – az Escherichia coli egy fajtája például húszpercenként osztódik), de nem a leglassúbb (a Mycobacterium leprae húsz naponként). A MTB-t a Gram-festés nem vagy nagyon enyhén mutatja pozitívnak, azonban egyéb jellemzői alapján Gram-pozitív baktériumnak szokás tartani.  A MTB kicsi, pálcika alakú baktérium (bacilus), ami ellenáll a gyengébb fertőtlenítőknek és hetekig tűri a szárazságot, de magától csak gazdaszervezeten belül képes osztódni (in vitro tenyészetet csak hosszú idő alatt sikerült létrehozni, manapság azonban már rutinműveletnek számít).
A MTB mikroszkóp alatt festési jellegzetességei alapján azonosítható; savas oldattal való kezelés után megtartja színezetét, ezért saválló bacillusként (AFB11) tartják nyilván. A leggyakoribb festési eljárás, a (Ziehl–Neelsen-festés) során, az AFB-t élénkpirosra festik meg, ami kitűnően elválik a kék háttértől. A saválló baktériumok fluoreszkáló mikroszkóppal és auramin-rhodamin festéssel is jól megfigyelhetők.
Az M. tuberculosis komplex három további mycobacteriumot is magába foglal, amelyek okozhatják a tuberkulózist: M. bovis, M. africanum, és M. microti. Az első kettő csak nagyon ritkán, míg az utolsó soha nem okoz fertőzést emberekben.
Nontuberculous mycobacteria (NTM): további mycobaktériumok (a M. leprae mellett, amely leprát okoz), amelyek a tbc-hez, egyes bőrbetegségekhez hasonló kórképeket, vagy egyéb fertőző betegségekhez hasonló légzőszervi megbetegedéseket okozhatnak. Okozhatnak nyirokcsomó gyulladást (lymphadenitis) is.

## A betegség terjedése

A tbc előfordulási gyakorisága országonként, az esetek száma lakosra vetítve. A WHO adatai, 2016

A tbc döntően cseppfertőzéssel terjed, azaz úgy, hogy tbc-ben megbetegedett emberek tüdejéből kerül ki, amikor köhögnek, tüsszentenek, beszélnek vagy köpnek. Minden 5 µm átmérőjű csepp 1–3 bacilust tartalmaz. Azoknak, akik a leggyakrabban kerülnek kapcsolatba a beteggel, kb. 22% az esélyük a megfertőződésre. Egy tbc-ben szenvedő személy kezeletlenül évente kb. 20 embert fertőzhet meg. Csak azok fertőznek, akiken már kitört a betegség, a látensek nem.
A tuberkulózis azonban nemcsak a légzőszervek útján terjedhet.
Terjedési utak feljegyzett vagy elvi lehetőségei:
- légzés: fertőzött levegő
- táplálkozás: fertőzött étel, ital (például víz, tej)
- hematológia: fertőzött injekciós tű, orvosi műszer, tetováló vagy akupunktúrás tű, vér stb.
- szervátültetés
- szexuális kapcsolat (száj és/vagy nemi szervek)
- nyílt seb
- szoptatás: dajkáról csecsemőre
- terhesség: anyáról embrióra urológiai vagy méhfertőzés útján

A tbc a legtöbb halálesetet okozó betegség a szülőkorú nők és a HIV-vel fertőzött egyének között. A WHO 2021-es statisztikai adatai szerint a megbetegedések több mint két kétharmada (71,3%) nyolc országban fordul elő: India (28%), Indonézia (9,2%), Kína (7,4%), Fülöp-szigetek (7%), Pakisztán (5,8%), Nigéria (4,4%), Banglades (3,6%) és Kongói Demokratikus Köztársaság (2,9%).
A HIV-vírus hordozásán kívül a dohányzás vagy a cukorbetegség (diabetes mellitus) is növeli a megbetegedés kockázatát.

## Patogenezis
A World Health Organisation (WHO) 2004. évi Disease Watch (Kórfigyelő) brosúrájának a tbc-re vonatkozó közleménye szerint a föld lakosságának egyharmada a Mycobacterium tuberculosis (M. tbc) bacilus hordozója, de ezen egyének 90%-ának a fertőzése aszimptomatikus (a betegség jellemző tüneteit nem mutatja), és az életüket nem fenyegeti. A megmaradt 10% esetében a fertőzés teljesen kifejlődik, és kezeletlenül a betegek felének a halálát okozza.
Az infekció a beteg tüdőhólyagocskáiban (alveolus pulmonis) kezdődik, ahol a baktérium az ún. Ghon-fókuszban kezd osztódni. Itt a fertőzött egyén dendritikus sejtjei akcióba lépnek, és megakadályozzák a további osztódást. Ezek a sejtek azonban a baktériumoknak a mediasztinális nyirokcsomókba való átvitelét nem tudják megakadályozni. A baktérium másodlagosan a vérkeringés útján a a szervezet számos egyéb pontjára terjedhet, úgymint a tüdőcsúcsokra, a periferiális nyirokmirigyekre, a vesékre, az agyra és csontokra. A bacilus nem támadja meg a szívet, a csontváz izmait, a hasnyálmirigyet és a pajzsmirigyet.
A tbc a granulomás gyulladásos megbetegedések közé tartozik, amiket a makrofágok, a T-limfociták, a B-limfociták és a fibroblasztok együttes jelenléte jellemez. Ezek jelenlétének eredményeképpen a tbc-támadás színhelye meggyűlik. A granuloma a fertőzés elterjedésének akadályozása mellett annak a jelenlétét is jelzi a szervezet többi része felé. A granulomában a T-sejtek citokineket termelnek, mint pl. gamma interferont, amik a makrofágok aktiválására szolgálnak, azokat a baktériumok megtámadására ösztökélik, bár a T-limfociták (CD8+) maguk is képesek a baktériumok elpusztítására. Csakhogy a granuloma nem mindig pusztítja el a baktériumokat, azok sokszor csak lappangásra kényszerülnek. A granuloma sajátossága a tuberculum (gümő) közepén lefolyó nekrózis, vagyis sejtelhalás. Ha a tbc baktériuma a test egy károsodott területén bejuthat a keringési rendszerbe, akkor (különösen fiatal gyerekek és időskorúak esetében) a szervezet többi részeit is eláraszthatja apró fókuszpontokkal. Így miliaris tbc alakul ki, ami még az intenzív kezelés ellenére is a betegek több mint 20%-ának a halálát okozza.
Sok esetben a beteg állapota hullámzik: a szövet károsodását és a nekrózist gyógyulás és hegszövetképződés (fibrózis) váltja fel. A megbetegedett testterületeket hegedt testszövet és sajthoz hasonló, fehér, nekrotikus (elhalt) anyaggal teli üregek váltják fel. Aktív fázisban ezeknek az üregeknek egyike-másika ismét összekötődik a légzési rendszerrel, és a beteg felköhögi a fertőző tartalmukat, továbbterjesztve a betegséget. A tbc ellen kifejlesztett antibiotikumok el tudják pusztítani a baktériumokat, és csak a hegedt szövetek maradnak.

## Diagnózis
A tuberkulózis megbízható diagnózisának nehézsége az ennek fent említett lassú „in vitro” szaporodásából ered, ami 12 hetet is igénybe vehet. Az orvosi vizsgálat a beteg előző betegségtörténetének feljegyzésével kezdődik, amit fizikai (hőmérséklet-, pulzus-, vérnyomás- stb.) ellenőrzés követ, majd mellkasröntgenre, ún. tuberkulinszérum-vizsgálatra (Mantoux-„oltásra”) és baktériumtenyészetre kerül sor.
Jelenleg olyanok lappangó infekcióját, akik nem kaptak védőoltást, speciális tuberkulin-vizsgálattal mutatják ki, amely a bacilus tisztítottfehérje-derivatívjára (purified protein derivative) lassított hiperszenzitivitás (delayed hypersensitivity) típusú reakciót mutat. Aki már kapott védőoltást, az pozitív tuberkulineredményt ad, mintha fertőzött lenne. Ezekre egy újabb vizsgálatot dolgoztak ki: a polimeráz-láncreakcióra irányulót, ami kimutatja a bacilus DNS-ének a jelenlétét; az antitest meghatározása pedig a bacilus okozta γ-interferon-képződést a szervezetben.

## A kórokozó mutációja
Az M. tuberculosis egyes kódoló és nem-kódoló genomrészeit elvesztette evolúciója során, így a különböző fajok közötti különbségeket megfigyelve következtetni lehet a betegség földrajzi eredetére és terjedési útjára.

## Kezelés
A kezelés általában kemoterápiás szerekkel és antibiotikumokkal történik. Lappangó gümőkóros betegek számára elég egyfajta szert használni, de ha a betegség már teljesen kifejlődött, és fertőző állapotba került, akkor több szer együttes használatára van szükség az antibiotikum/gyógyszer-rezisztencia kifejlődésének elkerülésére. A gyógyszer általában rifampin és izoniazid, a kezelés tartama pedig 6–12 hónap.

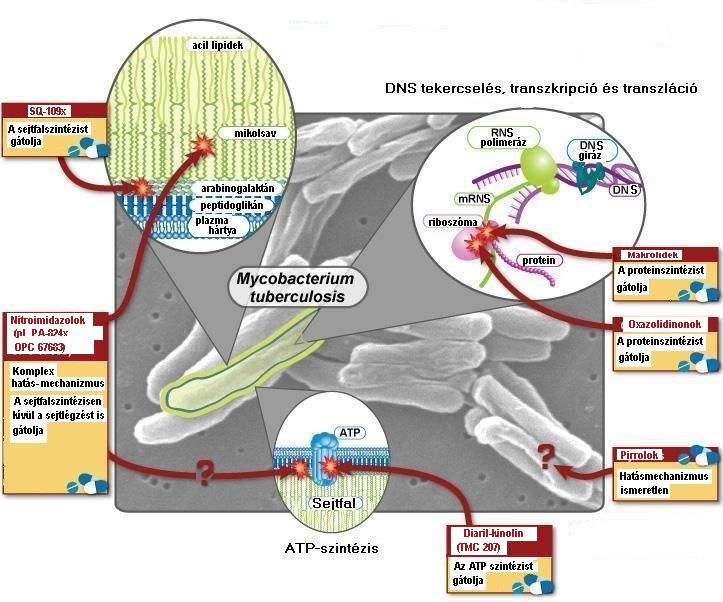
Tuberkulózis elleni gyógyszerek hatásmechanizmusa

## Protekció
A fertőzés ellen kettős védelmet alkalmaznak:
- a kórokozóval megfertőzött egyének felderítését, azokkal együtt, akik a fertőzött egyénekkel kapcsolatban voltak, továbbá a vizsgálatukat, ill. a fertőzöttek kezelését;
- a gyermekek megelőző védőoltását.

Olyan kezelés még nincs, ami a felnőtteket speciálisan a tbc baktérium ellen védené, de a trópusokon honos egyéb, nem tuberkulózist okozó mycobactériumokkal való kapcsolatnak van némi védő hatása. Igéretes kutatások folytak a betegség súlyos lefolyását megakadályozó vakcina kifejlesztésére. A WHO szerint 2024-ben elkezdődött a harmadik fázisú klinikai (emberi) tesztelése, így legkorábban 2028-ban lehet elérhető.
Védőoltást számos országban használnak. Az első ilyen gyógyszervédelmet Franciaországban dolgozták ki 1905 és 1921 között, de a tömeges használata csak a második világháború idején kezdődött. A Calmette-Guérin Bacilus (BCG) védőoltás hatásossága agyhártyagyulladás ellen 80%-on felül, tbc ellen azonban csak 0 és 80% között van.
Magyarországon a BCG védőoltás kötelező. Az újszülöttek jellemzően még a szülészeten megkapják. Megfelelő válaszreakció hiányában az oltást a gyermek féléves kora előtt akár többször is megismétlik. 14 éves korukban a gyermekeket újra ellenőrzik.

## Antibiotikum-rezisztencia
Az HIV-fertőzés terjedése és a gümőkórvédelmi programok elhanyagolása hozzájárult az infekció felújulásához. Az antibiotikum-ellenálló fajok terjedése ugyancsak elősegítette egy új járvány kialakulását 2000 és 2004 között, amikor az összes esetek 20%-a ellenállást tanúsított azelőtt hatásos gyógyszerekkel szemben, 2% pedig rezisztens volt a második arcvonalas, ún. second-line drugs ellen is.
Az ún. gyógyszerellenálló gümőkór az iparilag fejlett országok egészségvédelmének közös problémája, mert az ezzel fertőzött betegek kezelése hosszadalmas és drága.
Két gyógyszerellenálló baktériumfajta különböztethető meg:
- a Multi-drug resistant TB (MDR-TB), vagyis „több gyógyszernek ellenálló gümőkór baktériuma” legalább két első arcvonalban használt gyógyszernek (rifampicinnak vagy izoniazidnak) is ellenáll;
- az Extensively drug resistant TB (XDR-TB), vagyis „széles körű gyógyszerellenálló tbc baktérium” a hat második arcvonalban használt (hatásosabban kifejlesztett) gyógyszer közül legalább hárommal szemben ellenálló.

## Történelmi adatok
Találhatunk adatokat arra, hogy a tbc már a történelem előtti korban is jelen volt.
Vázlatosan:
- 500 000 éves törökországi homo erectus-maradvány[16]
- i. e. 18 000 – bölénycsontváz-maradvány
- i. e. 4000 – emberi csontvázmaradványok
- i. e. 3000-2600 – egyiptomi múmiák
- i. e. 2000 – Dél-Amerika: jelenlétének jelei
- i. e. 1300 – nagy járvány Indiában
- i. e. 460 – a görögök a phthysisnak (ejtsd: fthiszisz), vagyis sorvadásnak nevezték a tbc-t

Hippokratész, az orvosi tudomány ősatyja a phthisist széles körben elterjedt, és mindig halálos betegségként jellemezte.
A középkorban a betegséget mindenféle babonákkal kapcsolták össze.
Az orvosi tudomány első képviselője, aki az ezres évek elején a pulmonáris tbc-tanulmányozta, Ibn Sina (Avicenna) volt, aminek eredményét 1020-ban közölte. Kijelentette, hogy a betegség fertőzés útján terjed, sokszor a talaj és a víz közvetítésével. Annak a cukorbajjal való kapcsolatát is felismerte. Így a betegség terjedésének gátlására a betegeket karanténba tette. 1689-ben Dr. Richard Morton tette közzé azon megfigyelését, hogy a pulmonáris betegség a beteg tüdejében gümők keletkezését okozza, de a tuberkulózis (gümőkór) nevet csak 1839-ben kezdték használni (J.L. Schönlein)
Szisztematikus betegápolás 1838 és 1845 között kezdődött Dr. John Croghan mamutbarlangjában (Mammoth cave), az első tüdőszanatóriumot pedig 1859-ben vették használatba a német Görbersdorfban, a mai Lengyelországban (lengyelül Sokolowsko). A tbc bacilusát először Robert Koch német orvos mutatta ki mikroszkópiailag 1882-ben, amiért 1905-ben Nobel-díjat is kapott. Mivel Koch nem látott kapcsolatot a marha és az emberi tbc között, a betegség tehéntej útján való terjedését csak később sejtették, és a fertőzés terjedését Louis Pasteur javaslatára a tej felhevítésével, pasztörizálásával sikerült csökkenteni. Az első sikeres védőoltást 1906-ban Albert Calmette és Camille Guerin alkalmazta, és nevükből jött a BCG (bacilus Calmette-Guerin) oltás neve is. Emberi használata 1921-ben kezdődött Franciaországban, de a széles körű használat csak a második világháború után Amerikában, Angliában és Németországban.
Már a múlt század elején meglátták, hogy nagy erőfeszítésekre lesz szükség a tbc elleni küzdelem megnyerésére, és különböző akciókat szerveztek e célból mindenhol a világon. Amerikában az American Lung Association (Amerikai Tüdő Társaság) volt az első képviselője ennek a mozgalomnak. Ott vezették be először a köpőcsésze-használatot is és a nyilvános köpködést is tiltani kezdték. A betegség terjedését akadályozó munka eredményeképpen Európában az egységre eső haláleset 1850 és 1950 között tizedrészére csökkent.
Magyarországon a 20. század első évtizedeiben a gümőkór a nemzetközi helyzetnél is sokkal súlyosabb közegészségügyi probléma volt, ezért is nevezték „Morbus hungaricus”-nak. 1938-ban minden tizedik halálesetet a tbc okozott. 1940-ben Johan Béla, az egészségügy államtitkári rangú vezetője kezdeményezte az első tuberkulózis elleni törvényeket. Megindult a tüdőgondozói hálózat kiépítése. A második világháború befejezése után ez a munka nagyobb lendülettel folytatódott. 1948-ban már minden járásban volt tüdőgondozó, számuk 1944 és 1955 között 145-ről 180-ra emelkedett. 1946-ban megindult a BCG védőoltás tömeges alkalmazása, 1953-ban kötelező lett az újszülöttek oltása, majd az ötvenes évek végétől a bizonyos életkorokban előírt újraoltás. Az 1960-as és 70-es években 150 röntgenállomás évente több mint 7,5 millió vizsgálatot végzett. Az 1944-es 6000 ágyról 1965-re 16 000-re emelkedett a tüdőbetegek kezelését szolgáló kórházi ágyak száma. Ingyenessé vált a gyógyszerellátás (PAS és bizonyos esetekben az akkor még rendkívül drága Streptomycin is). Ezekben az intézményekben jobb volt az élelmezés, és az ott dolgozók is plusz juttatásokban részesültek. A tüdőbaj elleni küzdelmet szakmailag az Országos Korányi Tbc Intézet irányította. Mindezek eredményeképpen a halálozás az 1938. évi szint egy tizedére csökkent.
Nagy lépést jelentett 1946-ban az újonnan felfedezett sztreptomicin használata. Az első, Magyarországon is használt hatásos, bár komoly mellékhatásokkal járó kemoterápiás szer a PAS (paraamino-szalicilsav) volt. Azelőtt a szanatóriumi pihenés mellett az egyetlen kezelés a mesterséges légmell (pneumothorax) volt, emellett a nagyon előrehaladt állapotban levő fertőzés esetében két fő műtéti eljárást is alkalmaztak: az egyik, korábbi eljárásnál (mellkasplasztika) a bordák egy részének megrövidítésével a megbetegedett tüdő tartós összeesését idézték elő, később – a műtéti technikák fejlődésével – a tüdő megbetegedett részét sebészetileg eltávolító operációt kezdték alkalmazni.
A több gyógyszernek ellenálló baktériumfajták elterjedése a betegség teljes leküzdésének reményét elhomályosította. Ezek terjedése miatt a betegség előfordulása az 1980-as évek óta ismét emelkedni kezdett. Ismételt javulást talán újabb gyógyszerek feltalálásától, gyorsabb diagnózistól, a betegápolás javulásától és a fertőzés terjedésének hathatósabb akadályozásától várhatunk. A helyzet a fejlődő világban – elsősorban gazdasági-szervezési okokból – kifejezetten rossz.

## Állati kapcsolat
A tbc-t emlősök is terjeszthetik. Bár a kutya és a macska nem hordozója a bacilusnak, a vadállatok igen. Így Kalifornia tiltja a gerbillus (angolul gerbil) versenyegerek házi kedvencként tartását. A marhákat a tuberculosis bovis támadja meg, ami szarvasokra is átragadhat. Új-Zélandon azt tapasztalták, hogy a marha fertőzését az úgynevezett „vektor-állatok” (hordozók) jelenléte segíti elő. Így például az ausztráliai seprűfarkú oposszum (australian brush-tailed possum) kiirtásával remélik a betegség terjedését gátolni. Anglia és Írország a borzot minősíti az állati tbc vektorállatának, de még nincs egyetértés, hogy a hordozók kiirtása hathatós fegyver-e az állati tbc előfordulásainak csökkentésére.